# Dimos Olympia
Dimos Olympia (Olympia) är en kommun i Grekland.   Den ligger i prefekturen Nomós Ileías och regionen Västra Grekland, i den södra delen av landet, 180 km väster om huvudstaden Aten. Antalet invånare är 16 431.